# Splendrillia sarda
Splendrillia sarda is een slakkensoort uit de familie van de Drilliidae. De wetenschappelijke naam van de soort is voor het eerst geldig gepubliceerd in 1988 door Kilburn.